# Regionale raad van Beit She'an vallei
De regionale raad van Beit She'an vallei (Hebreeuws: מועצה אזורית בקעת בית שאן, Mo'atza Ezorit Bik'at Beit She'an) is een regionale raad in het noordoosten van Israël.
Het gebied grenst in het westen aan de vlakte van Jizreël, in het noorden aan lager Galilea, in het oosten aan de Jordaan en in het zuiden aan de heuvels van Samaria. Ongeveer 9700 mensen leven in de zestien kibboetsen en vijf mosjaven. De stad Beet She'an ligt in het midden van dit gebied, maar is onafhankelijk van deze raad.

## Gemeenschappen
Kibboetsen:
| - Ein HaNatziv - Gesher - Hamadia - Kfar Ruppin - Ma'ale Gilboa - Maoz Chaim - Meirav - Mesilot | - Neve Eitan - Neve Ur - Nir David - Reshafim - Sde Eliyahu - Sde Nahum - Shluhot - Tirat Zvi |

Mosjaven:
| - Beit Yosef - Rehov - Revaya | - Sde Trumot - Yardena |

Andere nederzettingen:
| - Tel Te'omim - Malkishua | - Menahemia |